# The Devil's Own
The Devil's Own is een Amerikaanse thriller uit 1997 onder regie van Alan J. Pakula.

## Verhaal
De IRA stuurt de geharde terrorist Frankie McGuire naar New York om er luchtdoelraketten te kopen. Hij verblijft daar onder de schuilnaam Rory Devaney in het huis van de Ierse agent Tom O'Meara. Er ontstaan problemen, als Tom achter de ware identiteit van zijn gast komt.

## Rolverdeling
| Acteur                 | Personage                            |
| ---------------------- | ------------------------------------ |
| Harrison Ford          | Tom O'Meara                          |
| Brad Pitt              | Frankie McGuire                      |
| Margaret Colin         | Sheila O'Meara                       |
| Rubén Blades           | Edwin Diaz                           |
| Treat Williams         | Billy Burke                          |
| George Hearn           | Peter Fitzsimmons                    |
| Mitchell Ryan          | Jim Kelly                            |
| Natascha McElhone      | Megan Doherty                        |
| Paul Ronan             | Sean Phelan                          |
| Simon Jones            | Harry Sloan                          |
| Julia Stiles           | Bridget O'Meara                      |
| Ashley Carin           | Morgan O'Meara                       |
| Kelly Singer           | Annie O'Meara                        |
| David O'Hara           | Martin MacDuff                       |
| David Wilmot           | Dessie                               |
| Anthony Brophy         | Gerard                               |
| Shane Dunne            | Jonge Frankie                        |
| Martin Dunne           | Vader van Frankie                    |
| Gabrielle Reidy        | Moeder van Frankie                   |
| Samantha Conroy        | Zus van Frankie                      |
| Baxter Harris          | Douanebeambte                        |
| Hassan Johnson         | Tiener                               |
| Scott Nicholson        | Jonge agent                          |
| Jonathan Earl Peck     | Jerry                                |
| Sixto Ramos            | Man van Latijns-Amerikaanse komaf    |
| Mya Michaels           | Vrouw van Latijns-Amerikaanse komaf  |
| Jessica Marie Kavanagh | Meisje van Latijns-Amerikaanse komaf |
| Brendan Kelly          | Teddy                                |
| Kevin Nagle            | Boef                                 |
| Gregory Salata         | Tony                                 |
| Joseph P. Dandry       | Joey                                 |
| Jack McKillop          | Jack Fitzsimmons                     |
| Mac Orange             | Meid                                 |
| Malachy McCourt        | Bisschop                             |
| Marian Tomas Griffin   | Eileen                               |
| Peggy Shay             | Tante Birdie                         |
| Danielle McGovern      | Brooke                               |
| Ciarán O'Reilly        | Pastoor Canlon                       |
| Rob McElhenney         | Kevin                                |
| Donald J. Meade        | Ierse muzikant                       |
| Patrick Reynolds       | Ierse muzikant                       |
| Peter Rufli            | Ierse muzikant                       |
| Debbon Ayer            | Reisgids                             |
| Mario Polit            | Dominicaan                           |
| Chance Kelly           | Gemaskerde overvaller                |
| Greg Stebner           | Agent in uniform                     |
| William Paulson        | Rechercheur                          |
| Bill Hoag              | Vrachtwagenchauffeur                 |
| Victor Slezak          | Evan Stanley                         |
| Damien Leake           | Art Fisher                           |